# Abhijit Kunte
Abhijit Kunte est un joueur d'échecs indien né le 3 mars 1977 à Pune.
Au 1er septembre 2019, il est le 52e joueur indien avec un classement Elo de 2 467 points.

## Biographie et carrière
Abhijit Kunte remporta le championnat d'Inde en 1997 et 2000. Il obtint le titre de grand maître international en 2000.
En 2003, il finit premier du championnat britannique qui était alors ouvert aux joueurs indiens.
En janvier 2000, il finit septième ex æquo sur 27 participants du championnat d'Asie avec 6 points sur 11 (huitième au départage) et se qualifia pour le Championnat du monde de la Fédération internationale des échecs 2000 à  New Delhi où il fut éliminé au premier tour par Gilberto Milos.
En 2007, il remporta la médaille de bronze lors du championnat d'Asie d'échecs, ce qui le qualifiait pour la Coupe du monde d'échecs 2007 à Khanty-Mansiïsk où il fut éliminé au premier tour par Vadim Zviaguintsev.
En 2009, il finit onzième du championnat d'Asie et se qualifia pour la Coupe du monde d'échecs 2009 en Russie où il fut éliminé au premier tour par Alexeï Chirov.
Kunte a représenté l'Inde lors de quatre olympiade de 1998 à 2004. Lors de l'Olympiade d'échecs de 2000, il jouait au deuxième échiquier et marqua 8 points sur 12. L'équipe d'Inde finit huitième de la compétition. Il fut remplaçant lors de l'Olympiade d'échecs de 2004 à Calvià où l'Inde finit huitième.
En 2005, il remporta le championnat d'Asie par équipes. Il finit 1er-2e du championnat open du Canada.